# Славятинский, Николай Андреевич
Никола́й Андре́евич Славяти́нский (до 1934 года — Семеню́к-Славяти́нский; 5 февраля 1902, Варшава — 29 декабря 1983, Чернигов) — советский переводчик, филолог.

## Биография
Родился в Варшаве, в белорусско-польской шляхетской семье. Родители — Андрей Порфирьевич Семенюк (белорус) и Антонина Францевна Славатинская (полька). После начала Первой мировой войны переехал с семьёй в Чернигов. В Гражданскую войну воевал на стороне красных. Учился в Московском университете, окончил аспирантуру, преподавал в Перми, Ярославле, Москве. Был арестован в 1938 году и осуждён на пять лет лагерей. После освобождения жил в Малоярославце. После реабилитации вернулся в 1957 году в Москву, был редактором Детгиза, издавал переводы с немецкого, французского, польского языков. В начале 1960-х вернулся в Чернигов.

## Семья
Сын и две дочери:
- Н. Н. Семенюк (1925—2011) — филолог-германист, профессор;
- М. Н. Славятинская (род. 1935) — филолог-классик, доцент.

## Сочинения
- Семенюк-Славятинский Н. А. Мана / Рассказ. — М. — Л.: Госиздат, 1929. — 55 с.

## Переводы
Указаны даты первого издания.
- П.-Ж. Беранже. Стихотворения
- Э.Т.А. Гофман. «Эликсиры сатаны» — 1984 (Литературные памятники)
- Г. Запольская. «Мораль пани Дульской» — 1958 (Библиотека драматурга)
- П. Мериме. «Жакерия» — 1936
- А. Мицкевич. «Гражина» — 1948
- Б. Прус. «Сиротская доля» — 1953
- Ф. Шиллер
  - «Валленштейн» — целиком 1980 (Литературные памятники)
    - «Лагерь Валленштейна» — 1975 (Библиотека всемирной литературы)
    - «Пикколомини» — 1955 (собрание сочинений в 7 томах)
    - «Смерть Валленштейна» — 1980 (Литературные памятники)

  - «Вильгельм Телль» — 1946 (Библиотека школьника)
  - «Коварство и любовь» — 1937
  - «Разбойники» — 1952
  - Стихотворения